# Fliegenkopf
Als Fliegenkopf wird in der Druckersprache eine versehentlich kopfüber gesetzte Letter bezeichnet. Der Fuß der Letter erzeugt statt des gewünschten Zeichens im Druckbild zwei Rechtecke, die durch einen von der Gießrille verursachten Zwischenraum getrennt sind. Das Druckbild ähnelt damit den Facettenaugen von Insekten.
Absichtlich kopfüber gesetzte Lettern wurden manchmal auch als Platzhalter im Satz verwendet, um Raum für die an dieser Stelle eigentlich zu verwendende Letter zu schaffen, die dann nachträglich eingefügt werden musste. Bisweilen wurde diese Vorgehensweise auch gewählt, um Textstellen für spätere Korrekturen zu markieren. Absichtlich verkehrt eingesetzte Lettern bezeichnet man in der Druckersprache nicht als Fliegenkopf, sondern als Blockade.
Wurde jedoch nicht nur Platz für einzelne Zeichen, sondern eine größere Fläche für nachträglich einzubauendes Material wie Klischees oder für separat gesetzten Satz wie Tabellen oder Anzeigen benötigt, musste der Satz vorübergehend mit Blindmaterial aufgefüllt werden. Diesen Vorgang nannte man Freischlagen.
Die Begriffe stammen aus der Zeit des Handsatzes, als der Satz für den Buchdruck noch manuell aus Bleilettern gesetzt wurde.